# Ел Педрегосо (Енсенада)
Ел Педрегосо (шп. El Pedregoso) насеље је у Мексику у савезној држави Доња Калифорнија у општини Енсенада. Насеље се налази на надморској висини од 141 м.

## Становништво
Према подацима из 2010. године у насељу је живело 7 становника.

### Хронологија
| Година       | 2000           | 2005            | 2010 |
| ------------ | -------------- | --------------- | ---- |
| Становништво | 227 (129 / 98) | 830 (456 / 374) | 7    |

### Попис
| # | Индикатор                     | Вредност |
| - | ----------------------------- | -------- |
| 1 | Укупно домаћинстава           | 2        |
| 2 | Укупно насељених домаћинстава | 1        |
| 3 | Величина локације             | 1        |